# Resolutie 396 Veiligheidsraad Verenigde Naties
Resolutie 396 van de Veiligheidsraad van de Verenigde Naties werd door dertien leden van de VN-Veiligheidsraad aangenomen op 22 oktober 1976. China en Libië namen niet deel aan de stemming. De resolutie verlengde de UNEF II-vredesmacht in de Sinaï met een jaar.

## Achtergrond
Na de Jom Kipoeroorlog twee jaar voor deze resolutie, werd een interventiemacht gestationeerd in de Sinaï, dat tijdens de oorlog door Israël was bezet. De Veiligheidsraad had opgeroepen tot onderhandelingen om een duurzame vrede te bereiken in de regio. In 1979 sloten Israël en Egypte een vredesverdrag en in 1982 trok Israël zich terug uit de Sinaï.

## Inhoud
De Veiligheidsraad:
- Herinnert aan de resoluties 338, 340, 341, 346, 362, 368, 371 en 378.
- Heeft het rapport van secretaris-generaal Kurt Waldheim over de VN-interventiemacht in beschouwing genomen.
- Heeft de ontwikkelingen in de situatie in het Midden-Oosten opgemerkt.
- Herinnert zich het standpunt van de secretaris-generaal dat een vermindering in de inspanning om een oplossing te vinden gevaarlijk is en zijn hoop op dringende inspanningen om het probleem in zijn geheel op te lossen en een uitgebreide overeenkomst.
- Bemerkt dat de secretaris-generaal aanbeveelt het mandaat van de macht met één jaar te verlengen.

1. Beslist:
a. De partijen op te roepen onmiddellijk resolutie 338 uit te voeren.
b. Het mandaat van de VN-interventiemacht met één jaar te verlengen, tot 24 oktober 1977.
c. De secretaris-generaal te vragen tegen dan een rapport in te dienen over de ontwikkeling van de situatie en de uitvoering van resolutie 338.
2. Vertrouwt erop dat de macht zo (kosten)efficiënt mogelijk zal worden onderhouden.

## Verwante resoluties
- Resolutie 381 Veiligheidsraad Verenigde Naties
- Resolutie 390 Veiligheidsraad Verenigde Naties
- Resolutie 398 Veiligheidsraad Verenigde Naties
- Resolutie 408 Veiligheidsraad Verenigde Naties

Lijst ·  385 ·  386 ·  387 ·  388 ·  389 ·  390 ·  391 ·  392 ·  393 ·  394 ·  395 ·  396 ·  397 ·  398 ·  399 ·  400 ·  401 ·  402